# Consulat général d'Allemagne à Strasbourg
Le consulat général d'Allemagne à Strasbourg est une représentation consulaire de la République fédérale d'Allemagne en France. Il est situé 6, quai Mullenheim, à Strasbourg, en Alsace.